# Dent du Crocodile
Dent du Crocodile é um cume com 3640 m de altitude situado no Maciço do Monte Branco. A sua aresta oriental é citada no n.º 68 das 100 mais belas corridas de montanha.

## Aproximação
Do Refúgio de l'Envers des Aiguilles tomar a direção da rimaya da aresta de Ryan no Plan, para a passar ao meio e tomar a direção do corredor Plan-Crocodile. A descida faz-se em rapel de 45 m.

## Características
Valores para a aresta Este
- Altitude mín./máx.: 2523 m / 3640 m
- Desnível: + 1100 m
- Desnível das dificuldades: 500 m
- Tempo do percurso: 1 dia
- Cotação global: TD+
- Cotação livre: 6a > 5b